# Расселл Сіммонс
Расселл Вендел Сіммонс (англ. Russell Wendell Simmons; 4 жовтня 1957) — американський продюсер, співак, засновник лейблу «Def Jam Recordings», одна з впливових фігур раннього хіп-хопу.

## Юність та освіта
Сіммонс народився і виріс в Квінсі, Нью-Йорк. його батько був державним шкільним адміністратором. Його брати-художник Деніел Сіммонс-молодший, і Рев Ран з Run–D.M.C..
У 1975 році, закінчивши середню школу Августа Мартіна, Сіммонс деякий час відвідував міський коледж Нью-Йорка в Гарлемі, де він познайомився з молодим діджеєм, Курт Волкер, який вплинув на нього, щоб взяти участь в хіп-хоп явище.
У 2014 р. Клермонтський Університет Лінкольна надав Расселу Сіммонсу почесний ступінь доктора гуманних листів за його роботу в якості голови Фонду етнічного розуміння і сприяння уважність, співчуття і міжрелігійного співробітництва в суспільній сфері.

## Кар'єра

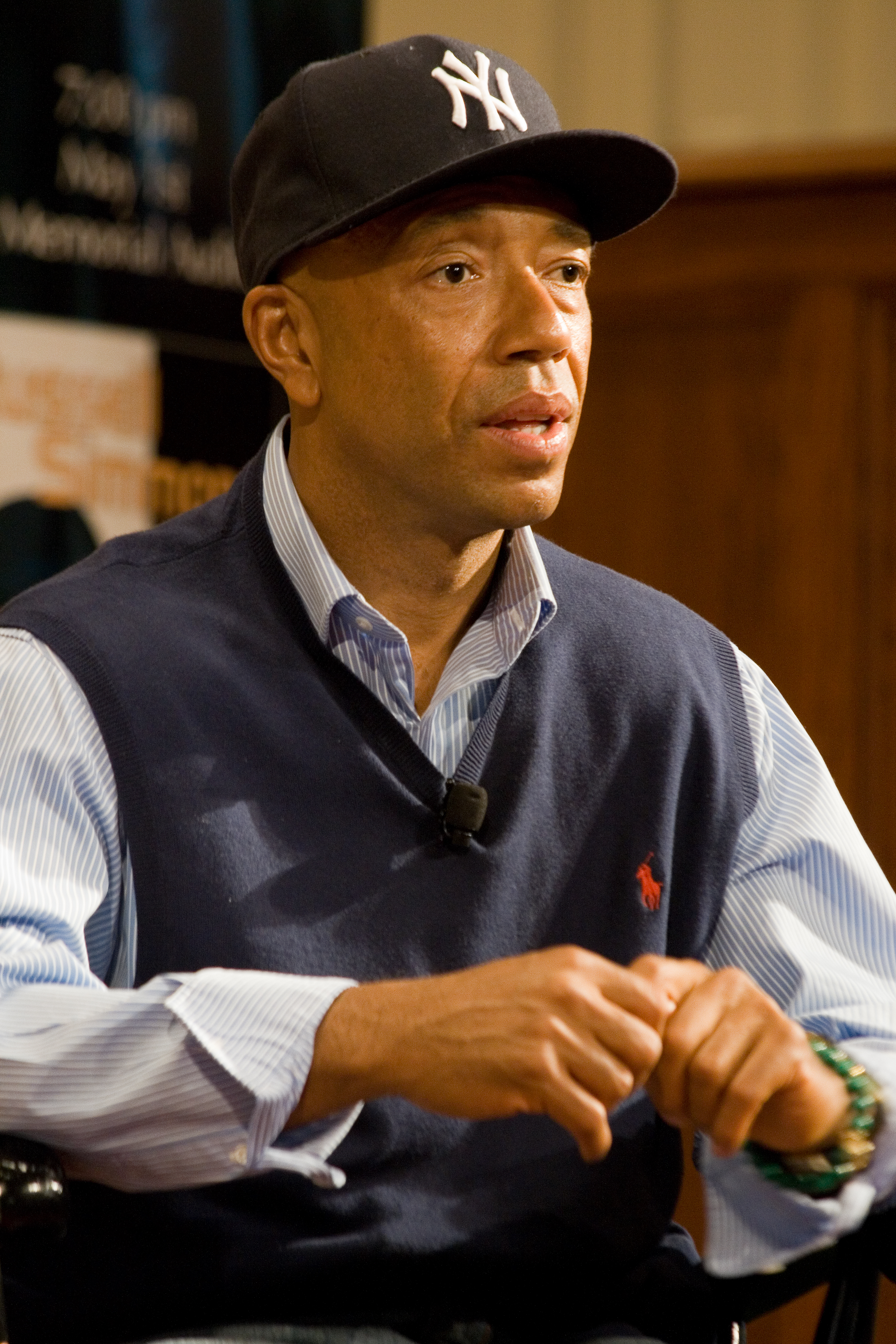
Russell Simmons

Сіммонс співзаснував деф Джем в 1983 році з Ріком Рубіном, який продав свою частку в компанії за $120 млн для загальної музичної групи в 1996 році. У 1985 році Рассел Сіммонс співпродюсером і з'явився у фільмі, Круш ПАЗ. Сіммонса компанії, пік Повідомлень Inc. включає в себе більше десяти компаній, і три НКО. Сіммонс з своїм напарник Стен Латан, також телевізійних Переглядів на HBO'и деф Комедія варення, Джем слем-поезії і в даний час має контракт з HBO у 1996 році Сіммонс став продюсером фільму "Божевільний професор", у головній ролі з Едді Мерфі.

## Особисте життя

### Шлюб
Сіммонс і його дружина, Кімора Лі зустрілися в листопаді 1992 року. Вони одружилися 20 грудня 1998. на острові Сен-Бартелемі. У них дві дочки, Мінг (рід. 2000) і Аокі (народився в 2002). У березні 2006 р., Сімонс оголосив про своє розлучення з Лі.

### Активізм
Рассел Сіммонс вегетаріанець і прихильниками Ахізми і веганізма, посилаючись на права тварин разом з навколишнього середовища і здоров'я. Сіммонс є прихильником Ферма святилище, організація, що працює, щоб покласти край жорстокому  відношенню до тварини. люди за Етичне поводження з тваринами присвоєно йому в 2001 році пета гуманітарної премії і в 2011 році нагороду "Персона року".
У 2009 році Сіммонс організував тисячі демонстрантів та знаменитостей хіп-хопу перед міською радою, вимагаючи зміни жорстокого вироку Рокфеллерівських законів про наркотики.
Сіммонс став головою правління Фонду етнічного розуміння в 2002 році. У травні 2009 року він був призначений Послом доброї волі при Меморіалі ООН з рабства при Організації Об'єднаних Націй, щоб пошанувати жертви рабства та трансатлантичної торгівлі рабством Генеральним секретарем ООН Пан Гі -мона У подібному ж дусі, Сіммонс є прихильником Фонду Сомалі Мам, і був удостоєний честі на їхній гала-вечері 2011 року. Сіммонс офіційно схвалює другу мусульманську єврейську конференцію 2011 року. Спільно з раббі Марком Шнейєром він став офіційним покровителем конференції, яка відбулася в липні 2011 року в Києві, Україна. У 2011 році він брав участь у акціях "Захоплення Уолл-стріт", часто відвідуючи протестуючих в парку "Зуккотті" часто і протягом багатьох днів.
Сіммонс також є давнім прихильником геїв. Він заохочує брак рівності. У 2011 році, коли роздрібна корпорація Лоу відмовилася від фінансування з шоу All-American мусульманина, Сіммонс обіцяв заплатити Навчальний канал за будь-який втрачений дохід.